# Мизпа (город, Миннесота)
Мизпа (англ. Mizpah) — город в округе Кучичинг, штат Миннесота, США. На площади 7,8 км² (7,8 км² — суша, водоёмов нет), согласно переписи 2002 года, проживают 78 человек. Плотность населения составляет 9,9 чел./км².
- Телефонный код города — 218
- Почтовый индекс — 56660
- FIPS-код города — 27-43540[1]
- GNIS-идентификатор — 0657440[2]